# Culex decens
Culex decens är en tvåvingeart som beskrevs av Theobald 1901. Culex decens ingår i släktet Culex och familjen stickmyggor. Inga underarter finns listade i Catalogue of Life.